# Andreas Trajkovski
Pour les articles homonymes, voir Trajkovski.
Andreas Trajkovski Sørensen, né le 18 mars 1993 à Copenhague, est un athlète danois, spécialiste du saut en longueur. Son père, Christian Trajkovski d'origine macédonienne, avait été champion du Danemark du 100 mètres en 1995, 1999 et 2000, et du 200 mètres en 1997 et 1999.

## Palmarès
| Date | Compétition                                  | Lieu       | Résultat | Marque |
| ---- | -------------------------------------------- | ---------- | -------- | ------ |
| 2009 | Championnats du monde jeunesse               | Bressanone | 9e       | 7,32 m |
| 2009 | Festival olympique de la jeunesse européenne | Tampere    | 1er      | 7,37 m |
| 2010 | Jeux olympiques de la jeunesse               | Singapour  | 5e       | 7,33 m |
| 2011 | Championnats d'Europe juniors                | Tallinn    | 7e       | 7,50 m |
| 2012 | Championnats du monde juniors                | Barcelone  | 2e       | 7,82 m |

## Records
| Épreuve          | Épreuve      | Performance    | Lieu         | Date            |
| ---------------- | ------------ | -------------- | ------------ | --------------- |
| Saut en longueur | En plein air | 7,82 m (-0.4)  | Barcelone    | 11 juillet 2012 |
| Saut en longueur | En salle     | 7,87 m         | Fayetteville | 26 février 2016 |
| 60 mètres        | En salle     | 6 s 92         | Skive        | 25 février 2012 |
| 100 mètres       | En plein air | 10 s 60 (+0.1) | Odense       | 27 août 2011    |
| 200 mètres       | En plein air | 21 s 51 (+0.9) | Odense       | 27 août 2011    |
| 200 mètres       | En salle     | 22 s 37        | Skive        | 3 mars 2012     |